# Patán (personaje)
Patán (Muttley según su nombre original en inglés) es un personaje de dibujos animados de Hanna-Barbera (actual Cartoon Network Studios) creado por Iwao Takamoto y con voz original en inglés de Don Messick (quien también hizo la voz de Scooby-Doo).